# Time Riders
Time Riders (eerder Batman Adventure) is een simulator in het Duitse attractiepark Movie Park Germany en staat in het themagebied Streets of New York.
De in 2005 geopende attractie bestaat uit drie delen. Twee voorshows en een hoofdshow. De hoofdshow is een rit in een simulator, waarin de illusie wordt gewekt dat bezoekers in een tijdmachine zitten en over onder andere dinosauriërs vliegen.
In totaal zijn er binnen de attractie acht simulators aanwezig. Per simulator is er plaats voor maximaal twintig personen. Dit komt theoretisch uit op een capaciteit van 970 personen per uur.

## Verhaal
De uitvinder Horace Garrison heeft een tijdmachine uitgevonden en wil deze graag uittesten op zijn bezoekers. Dit vertelt de uitvinder, die vertolkt wordt door de acteur John Cleese, in de twee voorshows.
Lijst van attracties in Movie Park Germany · Police Academy Stunt Show · afbeeldingen
Huidige attracties: Avatar Air Glider ·
Backyardigans Mission to Mars · The Bandit · Bermuda Triangle - Alien Encounter · Crazy Surfer · Dora's Big River Adventure · Fairy World Spin ·
Ghost Chasers · Jimmy Neutron's Atomic Flyer · MP Xpress · Excalibur - Secrets of the Dark Forest · NYC Transformer · Roxy · Side Kick · SpongeBob Splash Bash · Star Trek: Operation Enterprise · The High Fall · The Lost Temple · Time Riders · Van Helsing's Factory
Voormalige attracties: Batman Adventure · Cop Car Chase · Danny Phantom Ghost Zone · Gremlins Invasion · Ice Age Adventure · Josie's Bath House · Looney Tunes Adventure · Studio Tour · Unendliche Geschichte · Mystery River
Themagebieden: Federation Plaza · Hollywood Street Set · Nickland · Santa Monica Pier · Streets of New York · The Old West